# Howell (Utah)
Howell és una població dels Estats Units a l'estat de Utah. Segons el cens del 2000 tenia 221 habitants.

## Demografia
Segons el cens del 2000, Howell tenia 221 habitants, 68 habitatges, i 55 famílies. La densitat de població era de 2,4 habitants per km².
Dels 68 habitatges en un 41,2% hi vivien nens de menys de 18 anys, en un 75% hi vivien parelles casades, en un 4,4% dones solteres, i en un 19,1% no eren unitats familiars. En el 19,1% dels habitatges hi vivien persones soles el 4,4% de les quals corresponia a persones de 65 anys o més que vivien soles. El nombre mitjà de persones vivint en cada habitatge era de 3,25 i el nombre mitjà de persones que vivien en cada família era de 3,76.
Per edats la població es repartia de la següent manera: un 36,2% tenia menys de 18 anys, un 12,2% entre 18 i 24, un 20,8% entre 25 i 44, un 22,6% de 45 a 60 i un 8,1% 65 anys o més.
L'edat mediana era de 26 anys. Per cada 100 dones de 18 o més anys hi havia 101,4 homes.
La renda mediana per habitatge era de 40.750 $ i la renda mediana per família de 42.250 $. Els homes tenien una renda mediana de 39.861 $ mentre que les dones 12.292 $. La renda per capita de la població era de 16.510 $. Entorn del 7,3% de les famílies i el 7,6% de la població estaven per davall del llindar de pobresa.

## Poblacions més properes
El següent diagrama mostra les poblacions més properes.